# Чемпионат Африки по волейболу среди женщин 2023
21-й Чемпионат Африки по волейболу среди женщин прошёл с16 по 24 августа 2023 года в Яунде (Камерун) с участием 12 национальных сборных команд. Чемпионский титул в 10-й раз в своей истории выиграла сборная Кении.

## Команды-участницы
Алжир, Буркина-Фасо, Бурунди, Египет, Камерун, Кения, Лесото, Мали, Марокко, Нигерия, Руанда, Уганда.

## Система проведения чемпионата
12 команд-участниц на предварительном этапе разбиты на две группы, в которых играли в один круг. Первичным критерием при распределении мест в группах являлось общее число побед, затем количество набранных очков, соотношение партий, соотношение мячей, результаты личных встреч. За победы со счётом 3:0 и 3:1 команды получали по 3 очка, за победы 3:2 — по 2 очка, за поражение 2:3 — по 1 очку, за поражения 1:3 и 0:3 очки не начислялись. По 4 лучшие команды из групп вышли в плей-офф и далее по системе с выбыванием определили призёров первенства.
Итоговые 5—8-е места разыграли команды, выбывшие в четвертьфинале, итоговые 9—12-е места — команды, выбывшие из борьбы за награды по итогам предварительного этапа.

## Предварительный этап

### Группа А
| М | Команда | 1   | 2   | 3   | 4   | 5   | 6   | И | В | П | С/П  | О  |
| - | ------- | --- | --- | --- | --- | --- | --- | - | - | - | ---- | -- |
| 1 | Египет  |     | 3:1 | 3:0 | 3:0 | 3:0 | 3:0 | 5 | 5 | 0 | 15:1 | 15 |
| 2 | Камерун | 1:3 |     | 3:0 | 3:0 | 3:0 | 3:0 | 5 | 4 | 1 | 13:3 | 12 |
| 3 | Алжир   | 0:3 | 0:3 |     | 3:2 | 3:0 | 3:2 | 5 | 3 | 2 | 9:8  | 8  |
| 4 | Нигерия | 0:3 | 0:3 | 2:3 |     | 3:0 | 3:0 | 5 | 2 | 3 | 8:9  | 7  |
| 5 | Мали    | 0:3 | 0:3 | 0:3 | 0:3 |     | 3:2 | 5 | 1 | 4 | 3:12 | 3  |
| 6 | Бурунди | 0:3 | 0:3 | 0:3 | 0:3 | 0:3 |     | 5 | 0 | 5 | 0:15 | 0  |

16 августа
Нигерия — Мали 3:0 (25:18, 25:14, 25:20); Египет — Алжир 3:0 (25:18, 25:13, 25:22); Камерун — Бурунди 3:0 (25:2, 25:8, 25:12).
17 августа
Египет — Мали 3:0 (25:10, 25:9, 25:6); Алжир — Бурунди 3:0 (25:6, 25:13, 25:11); Камерун — Нигерия 3:0 (25:17, 25:13, 25:15).
18 августа
Нигерия — Бурунди 3:0 (25:17, 25:14, 25:9); Алжир — Мали 3:0 (25:10, 25:7, 25:12); Египет — Камерун 3:1 (25:16, 25:19, 21:25, 25:16).
19 августа
Мали — Бурунди 3:0 (25:19, 25:21, 25:20); Египет — Нигерия 3:0 (25:14, 25:17, 25:20); Камерун — Алжир 3:0 (25:21, 30:28, 25:18).
20 августа
Алжир — Нигерия 3:2 (25:16, 25:18, 23:25, 24:26, 15:6); Египет — Бурунди 3:0 (25:2, 25:4, 25:13); Камерун — Мали 3:0 (25:9, 25:11, 25:11).

### Группа В
| М | Команда      | 1   | 2   | 3   | 4   | 5   | 6   | И | В | П | С/П  | О  |
| - | ------------ | --- | --- | --- | --- | --- | --- | - | - | - | ---- | -- |
| 1 | Кения        |     | 3:0 | 3:1 | 3:0 | 3:0 | 3:0 | 5 | 5 | 0 | 15:1 | 15 |
| 2 | Руанда       | 0:3 |     | 2:3 | 3:0 | 3:0 | 3:0 | 5 | 3 | 2 | 11:6 | 10 |
| 3 | Марокко      | 1:3 | 3:2 |     | 2:3 | 3:0 | 3:0 | 5 | 3 | 2 | 12:8 | 9  |
| 4 | Уганда       | 0:3 | 0:3 | 3:2 |     | 3:0 | 3:0 | 5 | 3 | 2 | 9:8  | 8  |
| 5 | Буркина-Фасо | 0:3 | 0:3 | 0:3 | 0:3 |     | 3:0 | 5 | 1 | 4 | 3:12 | 3  |
| 6 | Лесото       | 0:3 | 0:3 | 0:3 | 0:3 | 0:3 |     | 5 | 0 | 5 | 0:15 | 0  |

16 августа
Марокко — Буркина-Фасо 3:0 (25:18, 25:11, 25:7); Кения — Руанда 3:0 (25:16, 25:20, 25:17); Уганда — Лесото 3:0 (25:10, 25:5, 25:10).
17 августа
Руанда — Лесото 3:0 (25:4, 25:11, 25:7); Кения — Буркина-Фасо 3:0 (25:10, 25:9, 25:10); Уганда — Марокко 3:2 (25:15, 26:28, 17:25, 25:16, 15:11).
18 августа
Руанда — Буркина-Фасо 3:0 (25:8, 25:7, 25:14); Кения — Уганда 3:0 (25:14, 25:16, 25:14); Марокко — Лесото 3:0 (25:10, 25:11, 25:11).
19 августа
Буркина-Фасо — Лесото 3:0 (25:17, 25:18, 25:19); Руанда — Уганда 3:0 (25:20, 25:17, 25:21); Кения — Марокко 3:1 (25:16, 25:23, 22:25, 25:14).
20 августа
Марокко — Руанда 3:2 (25:18, 19:25, 22:25, 28:26, 15:9); Уганда — Буркина-Фасо 3:0 (25:14, 25:12, 25:18); Кения — Лесото 3:0 (25:5, 25:8, 25:13).

## Плей-офф за 9—12-е места

### Полуфинал
22 августа
Мали — Лесото 3:0 (25:13, 25:16, 25:19).
Буркина-Фасо — Бурунди 3:0 (25:16, 25:16, 25:19).

### Матч за 11-е место
23 августа
Бурунди — Лесото 3:1 (25:13, 21:25, 25:15, 25:20).

### Матч за 9-е место
23 августа
Мали — Буркина-Фасо 3:0 (25:18, 25:18, 25:22).

## Плей-офф за 1—8-е места

### Четвертьфинал
22 августа
Египет — Уганда 3:0 (25:13, 25:18, 25:11).
Руанда — Алжир 3:2 (23:25, 15:25, 25:18, 25:23, 16:14).
Кения — Нигерия 3:0 (25:14, 25:17, 25:11).
Камерун — Марокко 3:0 (25:17, 25:23, 25:18).

### Полуфинал за 5—8-е места
23 августа
Алжир — Уганда 3:0 (25:20, 25:23, 25:16).
Нигерия — Марокко 3:0 (26:24, 25:21, 29:27).

### Полуфинал за 1—4-е места
23 августа
Египет — Руанда 3:0 (25:14, 25:11, 25:10).
Кения — Камерун 3:1 (25:27, 25:14, 25:11, 25:18).

### Матч за 7-е место
24 августа
Марокко — Уганда 3:1 (26:24, 27:25, 24:26, 25:22).

### Матч за 5-е место
24 августа
Алжир — Нигерия 3:1 (25:18, 25:13, 23:25, 25:17).

### Матч за 3-е место
24 августа
Камерун — Руанда 3:1 (21:25, 25:15, 25:14, 25:15).

### Финал
24 августа
Кения — Египет 3:0 (25:22, 25:20, 25:14). Отчёт

## Итоги

### Положение команд
| Кения            |
| Египет           |
| Камерун          |
| 4. Руанда        |
| 5. Алжир         |
| 6. Нигерия       |
| 7. Марокко       |
| 8. Уганда        |
| 9. Мали          |
| 10. Буркина-Фасо |
| 11. Бурунди      |
| 12. Лесото       |

### Мировая квалификация
3 лучшие команды по итогам чемпионата — Кения, Египет и Камерун — квалифицировались на чемпионат мира 2025.

### Призёры
Кения: Вероника Олуоч-Адхиамбо, Леонида Касая, Шарон Чепчумба, Белинда Бараса, Эммакулате Мисоки, Триза Атука, Луз Симию, Джулиана Намутира, Лорайн Каэй, Мерси Мойм, Агрипина Кунду, Роз Магой, Джемима Сиангу, Эдит Мукувулани (Виса). Тренер — Луизомар ди Моура.
  Египет: Нада Валид, Нада Моавад, Майя Мамдух, Исель Надим, Сабин Хасан, Доаа Мохамед, Сара Амин Ханафи, Май Абдельмагид, Зейна аль-Алами, Айя Халид, Дана Шавки, Доаа эль-Гобаши, Мариам Метвалли, Далия Моршеди. Тренер — Эмад Навар.
  Камерун: Стефани Фотсо Могунг, Иван Нэнси Аньюнг А Мбира, Эмма Иза Амбасса, Теорин Абоа Мбеза, Анриэтт Кулла, Брэнди Нгатчу, Симон Бертрад Бикаталь, Ариэль Оломо, Фавзия Абдулкарим, Мимозетт Андреа Мусоль, Эмельда Пиата Зеси, Эстель Адиана Одиль. Тренер — Жан-Рене Аконо.

### Индивидуальные призы
| - MVP Шарон Чепчумба - Лучшие нападающие-доигровщики Мерси Мойм Валентин Мунезеро - Лучшие центральные блокирующие Айя Халид Стефани Фотсо Могунг | - Лучшая связующая Эммакулате Мисоки - Лучшая диагональная нападающая Эстель Адиана Одиль - Лучшая либеро Нада Валид |